# Palmeirais

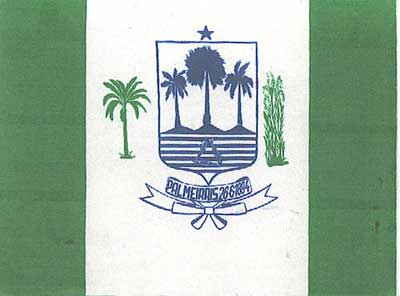
Drapeau de Palmeirais

Palmeirais est une municipalité brésilienne située dans l'État du Piauí.